# Dmytro Korkishko
Dmytro Korkishko (tiếng Ukraina: Дмитро Юрійович Коркішко, sinh ngày 4 tháng 5 năm 1990 ở Cherkasy, Ukraina của Liên Xô) là một cầu thủ bóng đá Ukraina, thi đấu cho Giresunspor ở vị trí tiền vệ cánh.

## Sự nghiệp
Korkishko bắt đầu sự nghiệp chơi bóng ở đội trẻ FC Dynamo Kyiv. Nhưng sau đó anh không thể ra mắt ở đội chính, và được cho mượn đến Arsenal Kyiv. Anh ra mắt ở Giải bóng đá ngoại hạng Ukraina trong trận đấu với Karpaty Lviv ngày 13 tháng 3 năm 2010.
Anh thi đấu cho nhiều đội trẻ quốc gia Ukraina khác nhau. Năm 2009 anh đoạt chức vô địch Giải bóng đá U-19 vô địch châu Âu 2009.

## Danh hiệu
Giải bóng đá U-19 vô địch châu Âu 2009: vô địch